# Sireköpinge socken
Sireköpinge socken i Skåne ingick i Rönnebergs härad med en del före 1889 i Luggude härad (med Råån som häradsgräns), ingår sedan 1971 i Svalövs kommun och motsvarar från 2016 Sireköpinge distrikt.
Socknens areal är 22,43 kvadratkilometer varav 22,31 land. År 2000 fanns här 732 invånare. Tätorten Tågarp samt kyrkbyn Sireköpinge med sockenkyrkan Sireköpinge kyrka ligger i socknen.

## Administrativ historik
Socknen har medeltida ursprung. 
Vid kommunreformen 1862 övergick socknens ansvar för de kyrkliga frågorna till Sireköpinge församling och för de borgerliga frågorna bildades Sireköpinge landskommun. Landskommunen uppgick 1952 Rönneberga landskommun som upplöstes 1969 då denna del uppgick i Svalövs landskommun som 1971 ombildades till Svalövs kommun. Församlingen uppgick 2006 i Billeberga-Sireköpinge församling.
1 januari 2016 inrättades distriktet Sireköpinge, med samma omfattning som församlingen hade 1999/2000.  
Socknen har tillhört län, fögderier, tingslag och domsagor enligt vad som beskrivs i artikeln Rönnebergs härad. De indelta soldaterna tillhörde Norra skånska infanteriregementet, Rönnebergs kompani.

## Geografi
Sireköpinge socken ligger öster om Landskrona kring Råån. Socknen är en småkuperad odlingsbygd.

## Fornlämningar
Boplatser från stenåldern är funna. Från bronsåldern finns gravhögar. Från järnåldern finns ett gravfält.

## Namnet
Namnet skrevs omkring 1300 Sygrithekiøp och kommer från kyrkbyn. Namnet innehåller kvinnonamnet Sigrid och köp, 'köpt gård; köpt mark'..